# Josep Palau i Fabre
Josep Palau i Fabre (Barcelona, 21 d'abril de 1917 – 23 de febrer de 2008) fou, essencialment, un poeta però que conreà diferents disciplines artístiques com ara la poesia, el teatre, l'assaig i la narrativa i, a més, fou un dels màxims especialistes en l'obra del pintor Pablo Picasso amb qui mantingué una bona relació durant els darrers anys de la vida de l'artista malagueny.
L'any 2017, amb motiu del centenari del naixement del poeta, es commemorà l'Any Palau i Fabre. L'efemèride se celebrà del 21 d'abril del 2017 al 21 d'abril del 2018.

## Primers anys
Neix a Barcelona el 21 d'abril de 1917, dins una família d'artistes. El seu pare, Josep Palau i Oller, fou un reconegut pintor i decorador a la seva època, i una peça clau en el desenvolupament artístic i literari del seu fill. De fet, el mateix Palau reconegué: Jo crec que moltes coses meves queden explicades pels meus orígens. Potser la posició avantguardista em ve a causa dels contactes que el meu pare tenia amb Salvat Papasseit. La formació educacional de Palau i Fabre s'inicia el 1922, quan assisteix a l'escola dels monjos de Cluny del carrer de Bruc; el 1924 va al Liceu Sant Tomàs d'Aquino, i entre 1925 i 1931 fou alumne de l'Internat dels Germans de les Escoles Cristianes, a La Bonanova. Entre 1931 i 1935 acabà els estudis secundaris a l'Institut Tècnic Eulàlia, en un ambient més liberal, ja que es tractava d'una escola laica.

## Inicis literaris i arribada de Franco
A mitjans dels anys trenta, Josep Janés i Oliver el va introduir en l'ambient literari català, on va conèixer-ne les figures cabdals del moment: Carles Riba, Josep Maria de Sagarra i Salvador Espriu. El 7 de setembre de 1935 publicà el seu primer article a la revista La Humanitat, que tractava sobre la narració La dona dels meus somnis de Massimo Bontempelli. A partir d'aquest moment, i fins a la fi de 1937, seguí col·laborant amb la revista. Durant aquest període, a més, feu pública la seva activitat política. El 1936 recollí signatures entre el cercle intel·lectual català en favor d'un indult per al poeta falangista Luys Santa Marina, condemnat a mort. Entre els signants es trobaren destacades personalitats encapçalats per Josep Janés i Olivé o Mercè Rodoreda. El 9 de febrer de 1939, amb l'entrada a Barcelona de l'exèrcit de Franco, fou conduït des d'Olot, on es trobava treballant per a la secció de sanitat del Ministeri de Guerra, fins al camp de concentració de Lleida, on hi ingressà tres dies més tard. El 20 de març torna a Barcelona, després que els seus pares aconseguissin el seu alliberament gràcies a la intervenció d'algun dels seus contactes. Fou en els moments més difícils de la postguerra quan el poeta sentí la necessitat de consolidar un espai interior de revolta enfront de les situacions tan adverses del moment. La poesia n'és el seu principal instrument.

## Formació universitària
El 1939 es matriculà en la carrera de filosofia a la Universitat Central de Barcelona, on estudià fins al 1943. Entre els seus companys de generació hi ha destacades personalitats del món humanista, com Joan Triadú, Josep Romeu i Figueras i Alfred Badia, Néstor Luján, Joan Perucho i Maria Aurèlia Capmany entre d'altres. Durant aquest període fou un activista compromès amb la represa de les activitats acadèmiques, literàries i culturals en llengua catalana sota el franquisme. Així, sent estudiant, el 1941 organitzà les primeres sessions dels Amics de la Poesia a casa dels seus pares. Les dues primeres sessions varen estar dedicades a la lectura de poemes de Miquel Dolç, i a fragments de la traducció de La Divina Comèdia, feta per Josep Maria de Sagarra. El 1943 tornà a tenir com a referent Sagarra, organitzant una lectura de la seva traducció de Macbeth, de William Shakespeare, en el teatre de l'Escola Virtèlia. La lectura fou suspesa. Es matricula a l'Institut italià on coneix Rosa Leveroni.

## Dècada del 1940
El març de 1944 fundà la revista Poesia, que fins al desembre de 1945 aconseguí publicar-ne 20 números. El mateix any fundà l'editorial La Sirena, en què publicà L'aprenent de poeta, que condensa alguns dels seus poemes escrits entre 1936 i 1942. La Sirena publicà, a més, llibres de Josep Romeu, Joan Triadú, i les Versions de Hölderlin, de Carles Riba.
El 1945 participà en la creació de la revista Ariel, junt amb Josep Romeu, Miquel Tarradell i d'altres. Aquell mateix any publicà una editorial per a la publicació Per Catalunya amb el títol «Col·laboracionisme», en què es mostrà contrari a acceptar el permís oficial per a publicar en català, passant per la censura, cosa que li comportà problemes amb el govern franquista. A final d'aquell any rebé una beca del govern francès per passar un any a París, on arriba a la fi de desembre. La seva estada a França, que només havia de ser per dos anys, s'allargà fins a la dècada dels seixanta. En acabar-se la beca, l'autor renuncià voluntàriament a la nacionalitat espanyola i aconseguí l'estatus de refugiat polític. París esdevingué l'autèntica universitat del poeta alquimista; hi establí contacte amb escriptors i artistes molt distints: des d'Antonin Artaud o Jean Cocteau fins a Octavio Paz, passant per Albert Camus i Pablo Picasso.
El 1946 escriví el seu primer llibre sobre Picasso, Vides de Picasso, quan encara no el coneixia, la qual cosa no passà fins al 1947 que visità al pintor al seu estudi de la Rue des Grands Augustins. A l'anàlisi i comentari de l'obra del pintor, ha dedicat més de quinze volums (alguns de traduïts a una desena de llengües), entre els quals destaquen: Doble assaig sobre Picasso (1964), El Gernika de Picasso (1979) o Picasso: cubisme (1990) i desenes d'articles en premsa, catàlegs...
El 1947 feu la coneixença d'Antonin Artaud al sanatori d'Yvry sur Seine. El 1948 publica l'assaig Antonin Artaud, ou l'invitation a la folie. També conegué Octavio Paz i María Zambrano. Durant aquesta dècada no cessà en la seva activitat política i, el 1949 promogué, junt amb Albert Camus, un manifest contra l'entrada d'Espanya a l'Organització de Nacions Unides (ONU).

## Dècada del 1950 i 1960: exili i teatre
La dècada del 1950 fou testimoni de l'inici de la seva producció teatral. El 1951 comença l'escriptura de La tragèdia de Don Joan, i el 1952 treballa com a assistent en la companyia del cèlebre Georges Pitoëff. En endavant, pensà a dedicar-se professionalment al teatre, i arran d'aquesta decisió escriví les obres que completaran el cicle sobre Don Joan: Don Joan als inferns (1952) i Esquelet de Don Joan (1954) són alguns dels títols que formen el cicle de Don Joan. Amb aquest mite literari, l'autor assaja la contestació a les normes d'una societat puritana i repressora, a la vegada que li permet abordar la temàtica amorosa d'una manera directa. De fet, el mateix Palau assenyalà que el seu Don Joan és: «el destructor d'unes determinades estructures socials», pensant en el context franquista en què fou escrit.
Amb títols com Mots de ritual per a Electra (1958), La caverna (1969), Homenatge a Picasso (1971) ―tots ells reunits en el volum Teatre (1976)― continuà configurant el seu univers teatral, que completà amb peces com Avui Romeo i Julieta (1986) i L'Alfa Romeo i Julieta i altres obres (1991). L'autor també dedicà la seva pregona reflexió teòrica al teatre en La tragèdia o el llenguatge de la llibertat (1961) i en El mirall embruixat (1962), dos breus assaigs sobre aquest gènere en què l'autor es mostrà partidari d'un teatre modern, quant al temps, marcat per la síntesi i la brevetat («teatre espasme»); a més, es consolidà com a traductor en versionar Una temporada a l'infern; il·luminacions, d'Arthur Rimbaud, publicada l'any 1966.
A partir del 1964, sovintegen les seves visites a Picasso a Nôtre-Dame-de-Vie, a Mougins, per tal d'informar-se sobre l'obra i la vida del pintor a Barcelona. Fruit d'aquestes visites al pintor, neix el llibre Estimat Picasso, publicat per primera vegada per Ediciones Destino el 1997 i reeditat el 2019 per Galàxia Gutenberg i la Fundació Palau en versió de Julià Guillamon

## Dècada del 1970 i 1980: retorn a Catalunya
L'any 1961 retornà definitivament a Catalunya i s'instal·là a Grifeu. A Barcelona, vivia al carrer del Bruc, 99. Durant aquesta dècada, a més de seguir cultivant la carrera literària i teatral, s'endinsà en el món del cinema. El 1976 dirigí el film Picasso a Catalunya, produït per Estela Films.
En termes teatrals, durant aquesta dècada consolidà la seva activitat com a dramaturg i crític teatral. El 1974, l'Escola d'Art Dramàtic Adrià Gual estrenà la tragèdia Mots de ritual per a Electra, al Teatre Don Juan de Barcelona. Més endavant publicà Antonin Artaud i la revolta del teatre modern (1976), editada per l'Institut del Teatre, que fou la primera aproximació en llengua catalana a l'obra d'una de les figures capitals del teatre contemporani. El 1977, l'Editorial Aymà publicà una compilació de textos teatrals, Teatre de Josep Palau i Fabre. I el mateix any es publicà Versions d'Antonin Artaud, en què Palau era el traductor de l'obra artaudiana.
Entre 1976 i 1978, presidí el PEN Club català. Durant el seu mandat, en la primavera de 1978, Barcelona acull la Conferència Internacional del Pen Club.
Durant els anys vuitanta la seva carrera reprengué el gènere de la narrativa breu. Publica les recopilacions Contes despullats (1982), La tesi doctoral del diable (1983), Amb noms de dona (1988).
Seguint amb la seva fascinació per Picasso, el 1989 dictà una conferència sobre el pintor a la Comédie des Champs-Élysées, que culminà amb el reconeixement internacional de la seva activitat picassiana.

## Dècada del 1990
Durant aquesta dècada continuà el seu treball sobre Picasso: publicà el segon volum de la seva monumental biografia dedicada al pintor malagueny: Picasso: Cubisme (1907–1917), (1990). El 1993 reuní els contes tant editats com inèdits en el llibre recopilatori Contes de capçalera. Posteriorment, publicà Les metamorfosis d'Ovídia i altres contes (1996). La crítica ha definit l'univers narratiu de l'autor com una visió que dona fe d'altres dimensions de la percepció habitual de la realitat i és crític amb una societat que percep com acomodada i mediocre.
El 1997 rebé el Premi Nacional de Literatura. Aquell mateix any publicà les seves memòries picassianes a Estimat Picasso, d'Ediciones Destino; i el 1999, publicà el tercer volum de la seva biografia sobre el pintor: Picasso. Dels ballets al drama (1917–1926).

## Darrers anys
La dècada del 2000 estigué centrada en el reconeixement de la seva feina, més que en la producció de noves obres. El 2000 rebé la Medalla d'Or al Mèrit Artístic de l'Ajuntament de Barcelona. Aquell mateix any rebé el títol d'Officer de l'Orde des Arts et des Lettres, del govern francès. El 4 de maig de 2003 s'inaugurà la Fundació Palau, institució que gestiona el seu llegat, ubicada a la població de Caldes d'Estrac. El 2005 fou nomenat Doctor Honoris Causa per la Universitat de les Illes Balears i el mateix any l'Ajuntament de Barcelona organitza l'homenatge Palau al Palau, celebrat al Palau de la Música Catalana. El 2006 Premi Rosalía de Castro, Centro PEN Galicia. Josep Palau i Fabre morí el 23 de febrer de 2008 a l'hospital de la Vall d'Hebron de Barcelona als 90 anys i fou enterrat al cementiri municipal de Caldetes.

## Obra literària
El seu llegat és el d'un home de lletres que transità entre els més variats àmbits de les humanitats, des de la narrativa i la poesia, passant pel teatre, la producció i la crítica, en produccions carregades d'una poètica particular que el converteix en un dels més grans representants de la literatura catalana contemporània.
Cap a la fi de la dècada del 1930 va iniciar la creació literària en el camp de la poesia. Va fundar i col·laborar amb revistes com Poesia i Ariel, a més de l'editorial «La Sirena»
A més de la poesia, ha conreat el teatre, la narrativa breu i l'assaig, gènere en el qual destaquen especialment els seus volums sobre Pablo Picasso. Palau i Fabre va ser, a més, traductor de moltes obres literàries. Ha versat al català obres d'Antonin Artaud, d'Arthur Rimbaud, d'Honoré de Balzac, de Stéphane Mallarmé i el llibre Cartes d'amor de Marianna Alcoforado (la monja portuguesa). Els seus treballs han estat traduïts a moltes llengües.
Al llarg de la seva carrera va rebre diversos premis literaris: l'any 1984 el Premi Literatura Catalana d'assaig de la Generalitat de Catalunya per Nous quaderns de l'alquimista, el 1996 el Premi Nacional de Literatura concedit per la Generalitat de Catalunya per Contes de capçalera, el 1998 el Lletra d'Or per Estimat Picasso, el 1999 el Premi d'Honor de les Lletres Catalanes i el 2006 el Premi de la Crítica Serra d'Or d'obres completes per Obra literària completa.
L'Any Palau i Fabre ha generat, també, un seguit de publicacions sobre el poeta i reedicions de la seva obra.

## La Fundació Palau
El fons de la Fundació Palau està constituït pel doble llegat de Josep Palau i Fabre. D'una banda, el fons aplegat pel seu pare, Josep Palau i Oller, que integra un ampli ventall de pintura catalana del començament del segle xx amb obres de Mompou, Labarta, Nonell, Rebull... De l'altra, l'aportació del mateix Palau i Fabre, el qual, en l'afany de continuar la tasca col·leccionista del seu pare, ha reunit una gran col·lecció d'obres de Picasso, així com d'autors contemporanis com Perejaume, Miquel Barceló i Pepe Yagües entre d'altres.

Des de la Fundació es promouen activitats diverses lligades al fons expositiu però també activitats poètiques com la ruta Caldes d'Estrac, perla de poetes o el festival Poesia i + que va iniciar Josep Palau i Fabre com una trobada de poetes i que se celebra any rere any durant la primera quinzena de juliol als jardins de la Fundació i des del 2014 en espais d'altres poblacions de la comarca. Han passat pel festival veus poètiques de la rellevància d'Enric Casasses, Perejaume, Albert Roig, Dolors Miquel, Biel Mesquida, Vicenç Altaió, Màrius Sampere, Joan Margarit, Núria Martínez-Vernis, o Maria Cabrera, i músics de la talla de Maria del Mar Bonet, Roger Mas, Toti Soler, Pascal Comelade, Adrià Puntí o Santi Arisa.
| - 1943 Balades amargues - 1944 L'aprenent del poeta - 1945 Imitació de Rosselló-Pòrcel - 1946 Càncer - 1952 Poemes de l'alquimista [edició clandestina] - 1977 Poemes de l'alquimista [edició restaurada] - 1991 Poemes de l'alquimista [edició revisada i ampliada] - 2001 Les veus del ventríloc: poesia de teatre - 1983 Contes despullats - 1984 La tesi doctoral del diable - 1988 Amb noms de dona - 1991 Un Saló que camina - 1993 L'Alfa Romeo i Julieta i altres contes - 1993 Contes de capçalera - 1996 Les metamorfosis d'Ovídia i altres contes - 1957 Esquelet de Don Joan - 1958 "Mots de ritual per a Electra" - 1972 Homenatge a Picasso - 1977 Teatre - 1978 La tràgica història de Miquel Kolhas - 1986 Avui Romeo i Julieta. El porter i el penalty - 1991 L'Alfa Romeo i Julieta, i altres contes, precedit per Aparició de Faust - 2000 La confessió o l'esca del pecat - 2003 Teatre de Don Joan | - 1943 Pensaments - 1961 La tragèdia o el llenguatge de la llibertat - 1962 El mirall embruixat - 1962 Vides de Picasso - 1962 Vides de Picasso: assaig de biografia - 1963 Picasso - 1964 Doble assaig sobre Picasso - 1966 Picasso a Catalunya - 1970 Picasso per Picasso - 1971 L'extraordinària vida de Picasso - 1971 Picasso i els seus amics catalans - 1976 Antonin Artaud i la revolta del teatre modern - 1976 Quaderns de l'alquimista - 1977 Pare Picasso - 1979 El "Gernika" de Picasso - 1981 El secret de les Menines de Picasso - 1981 Picasso - 1981 Picasso vivent, 1881-1907 - 1981 Picasso, Barcelona, Catalunya (amb Montserrat Blanch, Alexandre Cirici i Isabel Coll) - 1981 Picasso a l'abast - 1983 Nous quaderns de l'alquimista - 1990 Picasso cubisme, 19017-1917 - 1991 Quaderns inèdits de l'alquimista - 1996 Lorca-Picasso - 1996 Quaderns de vella i nova alquímia - 1997 Quaderns de l'alquimista - 1997 Estimat Picasso - 1999 Picasso dels ballets al drama, 1917-1926 - 2004 Problemàtica de la tragèdia a Catalunya: obertura del curs acadèmic, 2003-2004 |